# Энгиноев, Дуда Эдиевич
Ду́да Эди́евич Энгино́ев (25 июня 1919, Пседах, Терская область — 22 октября 1979, Белек, Сокулукский район) — разведчик, помощник командира, командир взвода 165-й отдельной разведывательной роты 125-й стрелковой дивизии, младший лейтенант, полный кавалер ордена Славы.

## Биография
Дуда Эдиевич Энгиноев родился 25 июня 1919 года в селе Пседах (ныне — Малгобекского района Ингушетии) в крестьянской семье. Чеченец. Образование начальное.

### Служба в Красной Армии
В Красной Армии с 1937 года. Участник советско-финляндской войны 1930-40 годов. На фронте в Великую Отечественную войну с июля 1941 года. В 1942 году тяжело ранен. 26 марта 1944 года легко ранен. Член ВКП(б) с 1943 года.
Разведчик 165-й отдельной разведывательной роты (125-я стрелковая дивизия, 8-я армия, Ленинградский фронт) сержант Дуда Энгиноев 9 апреля 1944 года в боях под Нарвой (Эстония), действуя в разведывательной группе, скрытно проник в расположение противника, уничтожил трёх солдат, добыл ценные документы. 16 апреля легко ранен. 17 апреля 1944 года в тех же боях Энгиноев вместе с другими разведчиками взял «языка», доставил командованию дивизии документы, содержащие важные сведения. За мужество и отвагу, проявленные в боях, 27 апреля 1944 года сержант Энгиноев Дуда Эдиевич награждён орденом Славы 3-й степени.
21 сентября 1944 года в боях за город Таллин помощник командира взвода 165-й отдельной разведывательной роты старший сержант Энгиноев во главе группы навязал бой отходящему вражескому подразделению, в результате чего было взято в плен много солдат и офицеров противника. За мужество и отвагу, проявленные в боях, 16 октября 1944 года старший сержант Энгиноев Дуда Эдиевич награждён орденом Славы 2-й степени.
24 и 29 января 1945 года, находясь в разведке южнее города Оппельн (ныне — Ополе, Польша), командир взвода 165-й отдельной разведывательной роты (125-я стрелковая дивизия, 21-я армия, 1-й Украинский фронт) старший сержант Дуда Энгиноев со своими бойцами уничтожил большое количество гитлеровцев и более десятка взял в плен. Указом Президиума Верховного Совета СССР от 24 апреля 1945 года за образцовое выполнение заданий командования в боях с немецко-фашистскими захватчиками старший сержант Энгиноев Дуда Эдиевич награждён орденом Славы 1-й степени, стал полным кавалером ордена Славы.
В 1946 году Д. Э. Энгиноев был демобилизован.

### После войны
Жил в селе Белек Сокулукского района Киргизии. Работал в военизированной охране. Скончался 22 октября 1979 года.

## Награды
- полный кавалер ордена Славы:
  - Орден Славы 3-й степени № 46959 приказом от 27 апреля 1944 года[4];
  - Орден Славы 2-й степени № 4352 приказом от 16 октября 1944 года[3];
  - Орден Славы 1-й степени № 1810 Указом от 24 апреля 1945 года[2];
- Орден Красной Звезды (16.5.1945)[1];
- медали, в том числе:
  - «За отвагу»[4]
  - «За оборону Ленинграда» (1943)
  - «За боевые заслуги» (1944)[4].